# René Eespere
René Eespere (ur. 14 grudnia 1953 w Tallinnie) – estoński kompozytor i pedagog.

## Życiorys
W 1977 ukończył Estońską Akademię Muzyki w Tallinnie, w klasie kompozycji Anatoliego Garšneka. W latach 1977–1979 ukończył studia podyplomowe w Moskiewskim Konserwatorium pod kierunkiem Arama Chaczaturiana i Aleksieja Nikołajewa. Od 1979 wykłada kompozycję i teorię muzyki w Estońskiej Akademii Muzyki, od 2002 jako profesor. 
W latach 70. popularność przyniosły mu krótkie formy baletowe Inimene ja öö (A Man and a Night) (1976), Fuuriad (The Furies) (1977) i Kodalased (Ancient Dwellers) (1978), wystawione w teatrze Vanemuine w Tartu. Od lat 80. komponuje symfoniczne utwory wokalno-instrumentalne z przesłaniem etycznym, patriotycznym i egzystencjalnym, takie jak oratoria Passiones (1980/2000), Müsteerium (Mystery) (1981) i Mediterium (1982/1985), poemat chóralny Lehekülg Sakalamaa kroonikast (History of Sakala County) (1983) oraz kantaty Glorificatio (1990) i Mater rosae (2003). Pisze także pieśni patriotyczne oraz piosenki dla dzieci.
W swoich utworach kameralnych inspirowanych początkowo barokiem, w latach 90. zaczął skupiać się na barwie brzmienia, m.in. w takich utworach jak Trivium na flet, skrzypce i gitarę (1991), Significatio na skrzypce, gitarę i wiolonczelę (1999), Sculpture's Morning na skrzypce, wibrafon i gitarę (2001) i Ambitus na sześć instrumentów (2002). 
Skomponował siedem koncertów, w tym Concerto ritornello na dwoje skrzypiec (1982/1993), koncert skrzypcowy (1983/1991), dwa koncerty fletowe (1995/1998, 2003), koncert na altówkę (1996/1998), koncert wiolonczelowy Concertatus celatus (2004) i koncert klarnetowy In dies (2005). Napisał też operę Gurmaanid (Gourmets) (2002/2005), będącą groteskową alegorią na temat komercjalizacji sztuki.
Charakterystyczne dla jego twórczości są stylistyczne echa baroku, rocka i estońskiej muzyki ludowej, które kompozytor ujmuje w minimalistyczną repetytywną strukturę rytmiczną, nadając im równocześnie kameralną fakturę. We wczesnych jego dziełach dominowało podejście tonalne lub modalne, technika ostinato i wariantowe motywy muzyczne tworzone w prostych zestawach. W późniejszych pracach przeważały swobodne kontrasty tonalne i linearyzm chromatyczny melodyki.
Od 1978 jest członkiem Stowarzyszenia Estońskich Kompozytorów, był dwukrotnie wybierany do jego zarządu. 
W 2001 został odznaczonym estońskim Orderem Gwiazdy Białej IV Klasy.